# Patof
Patof est un personnage pour enfants créé par Jacques Desrosiers, humoriste et chanteur, d'après une idée originale du réalisateur André Ouellet et de l'accessoiriste Pierre Gauthier.

## Émissions jeunesse
En janvier 1972, le clown Patof fait son apparition dans la série télévisée Le Cirque du Capitaine, diffusée sur la chaîne de télévision québécoise Télé-Métropole, aux côtés du célèbre Capitaine Bonhomme, incarné par le comédien Michel Noël. De 1972 à 1978, il anime successivement les séries Patofville, Patof raconte et Patof voyage.
Patof avait pour habitude de raconter des blagues et des histoires aux enfants en usant de multiples calembours. Il terminait souvent ses numéros en s'écriant : « On m'applaudit!!! ». À Patofville, dont il était le maire, il évoluait avec d'autres personnages colorés tels que son chien Boulik, Monsieur Polpon et le Général Itof.
Il connut une belle carrière discographique au cours de la décennie des années 1970. On compte parmi ses grands succès : Patof Blou  (qui s'avère être une variante du succès Mamy Blue chanté par Roger Whittaker) (1972), Patof le roi des clowns (1972), Patofville (1973), L'éléphant Tic-Tac (1973), La plus belle poupée du monde (1973), Bienvenue dans ma bottine (1974), Gros minou (1975) et Bonjour Patof (1975).
Plusieurs des aventures de Patof ont été documentées sur disque et bandes dessinées : Patof en Russie, Patof chez les esquimaux, Patof chez les coupeurs de têtes, Patof dans la baleine, Patof chez les petits hommes verts, Patof chez les cowboys, Patof raconte, Patof découvre un ovni, Patof en Chine et Patof chez les dinosaures.

## La légende de Patof
En septembre 1972, Patof relate sa rencontre avec le Capitaine Bonhomme :
« Mon chum c'est le Capitaine Bonhomme. (...) Je travaille avec lui depuis très longtemps. Nous nous sommes rencontrés à Pékin alors que nos deux cirques se croisaient. Il m'a invité à venir avec lui au Canada et j'ai accepté son invitation. (...) Il me paie en roubles, c'est la monnaie des Russes. Malheureusement ce n'est pas l'argent du Québec et je ne puis rien faire avec ma fortune. Ce ne sont plus des roubles, ce sont des troubles! Toute la différence est dans le "T". »
Quelques années plus tard, on écrira sa légende dans le livre 25 ans de télévision au Québec :
« Il s'appelait Patof, Gregor de son prénom. Né à Bobrouisk (une petite ville de quatre personnes) dans les steppes blanches de la Sibérie. Il connaissait le froid mieux que personne, lui qui avait été nourri de lait en poudre placé au bout d'un glaçon.
Il en parlait d'ailleurs abondamment à ses petits amis canadiens, eux qui savaient parfaitement ce qu'il voulait dire.
Patof était un enfant de la balle dont le père était clown et la mère, femme de clown. Ils travaillaient tous deux pour le grand cirque de Moscou et pratiquaient leur métier avec brio... Mais Gregor devait perdre ses parents rapidement. Son père, tout d'abord, alors qu'il n'avait que six ans . Sa mère plus tard. Celle-ci devait l'abandonner après être morte de rire en apercevant une femme à barbe russe.
Le petit Patof, désormais orphelin de père et de mère, devait rester encore un bon moment avec le cirque de Moscou où il pratiquait tous les métiers : prendre soin des animaux, cirer les bottes des chevaux, tailler les défenses des éléphants et les moustaches des lions, dessiner des taches sur le dos des léopards, etc.
Mais dans ce milieu, tout lui rappelait ses parents et c'est pourquoi il prit la décision de s'éloigner afin de pouvoir oublier. Cependant, il ne désirait pas trop changer de climat et c'est pourquoi il choisit de venir à Montréal, une ville aussi froide que Moscou.
Dès son arrivée, il sut que c'était dans cette ville qu'il voulait désormais habiter... Comme il lui fallait gagner sa croûte, il eut la chance de rencontrer le Capitaine Bonhomme qui, toujours prêt à aider, lui fournit un peu de travail de clown à la télévision.
Désormais, Patof avait réalisé son rêve : faire rire les enfants autant qu'il le pouvait. Mais Patof, s'il s'amusait bien, n'était pas riche. Son salaire lui était versé en roubles et il devait constamment dormir à la roulotte du capitaine pour être en mesure d'arriver. De plus, il devait s'occuper des animaux, faire le ménage, etc. Il avait tellement peu d'argent qu'il ne parvenait pas à se faire couper les cheveux ni à se payer un nouveau costume...
Quand on lui disait de faire valoir ses droits, Gregor répondait simplement qu'il ne comprenait pas ce qu'on lui disait, qu'il se sentait heureux.
Cependant, il continuait constamment à rêver à voix haute en exprimant son souhait de pouvoir aller jouer au cirque de Moscou six mois par année et revenir passer l'autre six mois à Montréal. De plus son vœu le plus cher était de mourir sur scène comme son père l'avait fait... Et puis, aussi, comme il aurait voulu voyager, être présent dans tous les grands cirques du monde… »

## Personnages
Gregor Patof est un clown russe, c'est le personnage principal de Patofville dont il est le maire. Il fait sa première apparition dans la série télévisée Le Cirque du Capitaine. Son costume se compose d'un pantalon rouge et d'une redingote en tweed avec un col et des revers de manche assortis. Il porte également d'énormes souliers rouges appelés tatanes. À Patofville, il réside dans une gigantesque bottine de couleur jaune.
En plus de ses fonctions de maire, il est également le directeur du cirque Patof.

### Polpon
Monsieur Polpon est le chef de police et des pompiers de Patofville (d'où son nom!). C'est l'un des personnages clés de la série, car il est le meilleur ami et confident de Patof. Il a une passion pour le thé et réside dans une théière géante qui fait également office de prison.

### Itof
Le général Itof (Meyachev) est un espion russe chargé de ramener Patof à Moscou. En tant qu'inventeur, imitateur et farceur, il excelle également dans l'art du déguisement. Il porte un costume traditionnel de cosaque et est reconnaissable grâce à sa remarquable moustache qui semble évoluer selon ses humeurs. À Patofville, il réside dans une citrouille géante. L'apparition scénique d'Itof est toujours accompagnée du même thème orchestral typiquement russe, son phrasé musical fétiche. À noter que dès 1972, au Cirque du Capitaine, Patof fait référence au bruiteur Itof.

### Boulik
Boulik, de son véritable nom Boulik Scavanovitch, est le fidèle chien de Patof et il exerce également le métier de facteur. C'est un chien parlant de la célèbre race des Toutousavanski.  Pour exprimer son mécontentement, il dit « grogne, grogne! ». Il a tendance à s'agiter lorsqu'il voit un chat...

### Personnages secondaires
- Les membres du cirque Patof. Le fameux cirque Patof, mentionné principalement dans les contes de Patof ainsi que dans le livre Patof raconte, compte parmi ses membres la cartomancienne Madame Sauratout, les acrobates « Les Fabuleux Risquetout », le géant Pandemur, l'homme élastique Sétir, les deux nains Fromage et Chocolat, le dompteur de lions Monsieur Desfauves, les cornacs et dresseurs d'éléphants Pachy et Derme, ainsi que le maître de piste Turira.
- Les animaux du cirque Patof. Parmi les principales attractions du cirque, on compte les deux chevaux savants Macaron et Macaroni (un cheval imitateur), le gorille Bananof, l'éléphant Tic-Tac et un éléphanteau nommé Bingo.
- Gros'Tof, surnommé Bedaine masquée, est cité dans le conte Patof en Russie. Lors des premiers spectacles de Patof en 1972, avant la parution de Patof en Russie, le comédien Gilbert Chénier incarne sur scène un pirate nommé Bedaine masquée.
- Jim la varlope, incarné par Roger Giguère ce personnage est issu de la série télévisée Chez le prof. Pierre. Il accompagne Patof sur scène lors de ses premiers spectacles en 1972.
- Amikwan. À Patofville, le grand chef Amikwan est toujours ravi de transmettre ses contes fantastiques et légendes amérindiennes aux enfants.
- Fafouin est un homme à tout faire et un gaffeur professionnel. Il travaille à la gare de Patofville et semble être le souffre-douleur de Patof.
- Madeleine est une experte en design et en bricolage. On a d'la veine, voici Madeleine!
- Midas est le petit canard très espiègle de Patof. Tous les deux ont travaillé ensemble au Cirque du Capitaine. Bien que Midas soit un canard parlant, ce qui est très rare, il faut avouer qu'on ne comprend pas toujours très bien tout ce qu'il dit!
- Monsieur Qui est un savant qui semble un peu perdu dans le village de Patofville!  Il se spécialise dans la vulgarisation scientifique. Avec lui, on comprend tout!
- Monsieur Tranquille, Lesley de son prénom, apparaît pour la première fois dans la série télévisée Patof voyage. Marié à Farnande, une championne du Bingo, et père de nombreux enfants, il semble éprouver quelques difficultés avec une certaine Madame Thibault qui le harcèle continuellement pour aller danser le disco.
- Oncle Tom
- Tut-Tut

## CD et DVD
Le 18 octobre 2011, un projet de numérisation et de restauration des archives de Patof est lancé avec la sortie du DVD Bonjour Patof.
En novembre 2014, la compilation L'intégrale de trois albums – Patof chante Noël/Patof chez les esquimaux/Patof en Russie est publiée sous l'étiquette Spectrum.
Le film documentaire Mon oncle Patof de Sandrine Béchade est édité en DVD en 2021 par Vital Productions.
En mars 2022, les Disques Mérite, qui ont accès à la plupart des bandes originales, éditent en format numérique les plus grands succès de Patof et de ses amis.

## Projet de film «Patof Blou»
En septembre 2023, Vital Productions obtient le soutien financier de la SODEC pour le développement du long-métrage Patof Blou. Les scénaristes Sandrine Béchade et Julie Hétu sont chargées de donner vie au célèbre clown Patof, à la suite du succès du documentaire Mon oncle Patof. Le film est en cours de développement.

## Filmographie

### Séries télévisées
- 1972-1973 : Le Cirque du Capitaine (série télévisée) : Patof
- 1973-1976 : Patofville (série télévisée) : Patof
- 1975-1976 : Patof raconte (série télévisée) : Patof
- 1976-1977 : Patof voyage (série télévisée) : Patof

### DVD
- 2011 Bonjour Patof (Musicor Produits Spéciaux)
- 2021 Mon oncle Patof (Vital Productions - Sandrine Béchade)

Voir la filmographie de Jacques Desrosiers.

## Discographie
La courte carrière discographique de Patof, qui s'est déroulée de 1972 à 1980, se distingue par un succès commercial conséquent et par des récompenses marquantes. En 1972, le simple « Patof Blou » reçoit un Disque d'or pour 100 000 exemplaires vendus, suivi la même année d’un Disque d'argent pour « Patof en Russie », attribué à l’exceptionnelle promotion de Radiomutuelle qui a permis la vente de 100 000 copies des six albums de contes. L'année suivante, en 1973, c’est un nouveau Disque d'or pour le simple « Patof le roi des clowns ».  
La série « Patof » se compose de 21 albums parus sur étiquette Campus – dont 13 entièrement dédiés à Patof. Un album enregistré avec Nestor (Claude Blanchard), sorti en 1980 sous l'étiquette Girafe, ne fait pas partie de cette série. De plus, Patof a enregistré 16 simples, et selon plusieurs estimations, il aurait vendu plus de 400 000 disques au total.

### Albums
| Année | Album                                                   | Étiquette | Classement | Notes                                                                              |
| ----- | ------------------------------------------------------- | --------- | ---------- | ---------------------------------------------------------------------------------- |
| 1972  | Patof en Russie                                         | Campus    | N°5        | Disque d'argent (pour 100 000 copies vendues des 6 albums de contes)               |
| 1972  | Patof chez les esquimaux                                | Campus    | —          |                                                                                    |
| 1972  | Patof chez les coupeurs de têtes                        | Campus    | —          |                                                                                    |
| 1972  | Patof dans la baleine                                   | Campus    | Top 50     |                                                                                    |
| 1972  | Patof chez les petits hommes verts                      | Campus    | Top 50     |                                                                                    |
| 1972  | Patof chez les cowboys                                  | Campus    | Top 50     |                                                                                    |
| 1973  | Patof chante 10 chansons pour tous les enfants du monde | Campus    | Top 50     |                                                                                    |
| 1973  | Patofville – Patof chante pour toi                      | Campus    | Top 50     |                                                                                    |
| 1974  | Bienvenue dans ma bottine                               | Campus    | Top 50     |                                                                                    |
| 1974  | Itof et la ville souterraine                            | Campus    | —          | Album d'Itof                                                                       |
| 1974  | Polpon – Opération bonbon                               | Campus    | —          | Album de Polpon                                                                    |
| 1974  | Amikwan – Koi koi ayaho                                 | Campus    | Top 50     | Album d'Amikwan                                                                    |
| 1974  | L'histoire de Boulik                                    | Campus    | —          | Album de Boulik                                                                    |
| 1975  | Bricolons avec Madeleine                                | Campus    | —          | Album de Madeleine                                                                 |
| 1975  | Patof Rock                                              | Campus    | —          |                                                                                    |
| 1975  | Itof – Dans ma citrouille                               | Campus    | —          | Album d'Itof                                                                       |
| 1975  | Gilbert Chénier – Polpon                                | Campus    | —          | Album de Polpon                                                                    |
| 1975  | Noël Noël Noël avec Patof                               | Campus    | —          |                                                                                    |
| 1976  | Gare... à Patof                                         | Campus    | —          |                                                                                    |
| 1976  | Tut-Tut / Fafouin                                       | Campus    | —          | Album de Tut-Tut & Fafouin                                                         |
| 1976  | Super Patof                                             | Campus    | —          |                                                                                    |
| 1980  | Nestor et Patof – Pour tous                             | Girafe    | Top 50     | Avec Nestor, réédité par les Disques Mérite sur les plateformes numériques en 2022 |

### Simples
| Année | Simple | Étiquette | Classement | Notes                                           |
| ----- | --- | --------- | ---------- | ----------------------------------------------- |
| 1972  | Patof Blou (enfants) – Patof Blou (adultes)                                                                | Campus    | N°1 —      | Disque d'or (100 000 copies vendues)            |
| 1972  | Patof le roi des clowns – Ballade pour un clown (Dis Patof?)                                               | Campus    | N°2 —      | Disque d'or (100 000 copies vendues)            |
| 1973  | The King of Clowns – Dear Patof                                                                            | Polydor   | —          |                                                 |
| 1973  | Oh! Les enfants – On m'applaudit                                                                           | Campus    | N°14 —     |                                                 |
| 1973  | Patof Blou (enfants) – Ballade pour un clown (Dis Patof?) – Patof le roi des clowns – Patof Blou (adultes) | Campus    | —          | Enregistrements déjà parus                      |
| 1973  | Patofville – L'éléphant Tic-Tac                                                                            | Campus    | N°15 —     |                                                 |
| 1973  | L'éléphant Tic-Tac (version mono) – L'éléphant Tic-Tac (version mono)                                      | Campus    | —          | Version 45 tours « Spécial D.J. »               |
| 1973  | Bonjour les enfants – La plus belle poupée du monde                                                        | Campus    | N°15 —     |                                                 |
| 1974  | Bienvenue dans ma bottine – Goodbye, au revoir, dasvidanie!                                                | Campus    | N°31 —     |                                                 |
| 1974  | Le roi des espions – Je suis bon malgré tout                                                               | Campus    | —          | Simple d'Itof                                   |
| 1974  | Policier bonbon – Prudence                                                                                 | Campus    | —          | Simple de Polpon                                |
| 1974  | Une vie de chien – Je n'aime pas les chats                                                                 | Campus    | —          | Simple de Boulik                                |
| 1975  | Gros minou – Bonjour Patof                                                                                 | Campus    | —          |                                                 |
| 1976  | Patof Blou – Patofville – Bonjour Patof – Gros minou                                                       | Campus    | —          | Enregistrements déjà parus, Promo hors-commerce |
| 1976  | Faut pas me chercher (Patof et Monsieur Tranquille) – Mon ami Pierrot                                      | Jades     | —          |                                                 |
| 1980  | T'es pas sérieux – On fait le tour de la terre                                                             | Girafe    | —          | Avec Nestor                                     |

### Compilations
| Année | Album                                                                                    | Étiquette           | Classement | Notes                             |
| ----- | ---------------------------------------------------------------------------------------- | ------------------- | ---------- | --------------------------------- |
| 1974  | Patof le roi des clowns                                                                  | Pantin              | Top 50     |                                   |
| 1975  | 22 grands succès de Patof                                                                | Trans-World         | —          |                                   |
| 1976  | Patofville – Patof et ses amis                                                           | TeeVee              | —          |                                   |
| 1977  | 20 grands succès de Patof, Fafouin, Itof                                                 | Télé-Métropole Inc. | —          |                                   |
| 2014  | L'intégrale de trois albums – Patof chante Noël/Patof chez les esquimaux/Patof en Russie | Spectrum            | —          |                                   |
| 2022  | Patof — 25 grands succès                                                                 | Disques Mérite      | —          | Plateformes numériques uniquement |
| 2022  | Patof, volume 2 — Patof et ses amis                                                      | Disques Mérite      | —          | Plateformes numériques uniquement |

### Collaborations et performances en tant qu'artiste invité
| Année | Album                      | Collaborateur    | Note                                                                                                   |
| ----- | -------------------------- | ---------------- | --- |
| 2006  | Nestor – Les grands succès | Claude Blanchard | Reprend les chansons de la face B de l'album Nestor et Patof – Pour tous (Disques Mérite, Compilation) |

### Palmarès

#### Palmarès Méritas
Au palmarès Méritas, qui était le palmarès le plus fiable au Québec au début des années 70, Patof Blou a atteint la première position pendant deux semaines le 16 septembre 1972, et Patof le roi des clowns a atteint la septième position le 30 décembre 1972.

#### Palmarès reconstitués[6]

##### Chansons
Titre / Date / Meilleur rang atteint / Nbre de semaines au palmarès
- 1972 Patof Blou / 1972-07-01 / 1re position / 16 semaines au palmarès
- 1972 Patof le roi des clowns / 1972-10-21 / 2e position / 22 semaines au palmarès
- 1973 Oh! Les enfants / 1973-04-07 / 14e position / 5 semaines au palmarès
- 1973 Patofville / 1973-09-01 / 15e position / 19 semaines au palmarès
- 1974 Bonjour les enfants / 1974-01-12 / 15e position / 11 semaines au palmarès
- 1974 Bienvenue dans ma bottine / 1974-11-16 / 31e position / 1 semaine au palmarès

##### Albums
Titre / Date / Meilleur rang atteint / Nbre de semaines au Top 30
- 1972 Patof en Russie / 1972-09-23 / 5e position / 7 semaines dans le Top 30
- 1972 Patof dans la baleine / 1972-12
- 1972 Patof chez les petits hommes verts / 1972-12
- 1972 Patof chez les cowboys / 1972-12
- 1973 Patof chante 10 chansons pour tous les enfants du monde / 1973-05
- 1974 Patofville – Patof chante pour toi / 1974-03
- 1974 Bienvenue dans ma bottine / 1974-12
- 1975 Patof le roi des clowns / 1975-04
- 1975 Amikwan – Koi koi ayaho / 1975-04
- 1980 Nestor et Patof – Pour tous / 1980-05

Voir la discographie de Jacques Desrosiers.

### Livres
- 1972 Patof raconte, Éditions de l'Homme (Conte; texte : Gilbert Chénier; illustrations : Jean-Guy Lemay)[9]
- 1972 Patofun, Éditions de l'Homme (Recueil de blagues; texte : Gilbert Chénier; illustrations : Jean-Guy Lemay)[10]
- 1972 Cuisinons avec Patof, Éditions de l'Homme (Livre de recettes; texte : Gilbert Chénier; photos : Louis Beshara)[11]
- 1973 Patof découvre un ovni, Éditions Mirabel (Bande dessinée; texte : Gilbert Chénier; dessins : Georges Boka)[12]
- 1974 Patof en Chine, Éditions Mirabel (Bande dessinée; texte : Gilbert Chénier; dessins : Georges Boka; réédition 1974)[13],[14]
- 1976 Patof chez les dinosaures, Éditions Mirabel (Bande dessinée; texte et dessins : François Ladouceur)[15]
- 2009 Une journée à Patofville, Éditions Les Intouchables (Bande dessinée non canonique[16]; texte : Mario Francis; illustrations : Julie Miville)[17]
- 2009 Patof à la rescousse de la forêt, Éditions Les Intouchables (Bande dessinée non canonique[16]; texte : Mario Francis; illustrations : Julie Miville)[18]
- 2009 Patof et le monstre du lac, Éditions Les Intouchables (Bande dessinée non canonique[16]; texte : Mario Francis; illustrations : Julie Miville)[19]

### Journaux et Hebdomadaires
Consulter la bibliographie complète de Jacques Desrosiers.

### Documentaire
- 2021 : Mon oncle Patof, réalisé par Sandrine Béchade, avec la collaboration de Serge Desrosiers, neveu de Jacques Desrosiers[20].

## Récompenses
- 1972 : Disque d'or (100 000 copies vendues) pour le simple Patof Blou [21]
- 1972 : Disque d'argent "Patof en Russie" en hommage à Radiomutuelle pour souligner sa promotion exceptionnelle ayant contribué à la vente de 100 000 disques des six albums de contes de Patof (Patof en Russie, Patof chez les esquimaux, Patof chez les coupeurs de têtes, Patof dans la baleine, Patof chez les petits hommes verts et Patof chez les cowboys)
- 1973 : Disque d'or (100 000 copies vendues) pour le simple Patof le roi des clowns [22]